# Silene gemmata
Silene gemmata är en nejlikväxtart som beskrevs av Robert Desmond Meikle. Silene gemmata ingår i släktet glimmar, och familjen nejlikväxter. Inga underarter finns listade i Catalogue of Life.